# Паранепротиворечивая логика
Паранепротиворечивая логика — стремление формальной системы к решению проблемы противоречий, с помощью метода дифференциации. Представляет собой область, занимающуюся изучением и развитием «устойчивым к противоречиям» систем, исключающих принцип взрыва.
Логики, допускающие несогласованность, обсуждаются по крайней мере с 1910 года, а возможно, и гораздо более раннего времени, например, в трудах Аристотеля, однако термин paraconsistent — «паранепротиворечивость» был впервые предложен в 1976 году перуанским философом Франсиско Миро Кесада Кантуариасом. Изучение паранепротиворечивой логики получило название парапротиворечивости, в рамках которой существует направление диалетеизма.

## Определение
В классической логике, а также в интуиционистской и большинстве других логик, противоречия влекут за собой что угодно. Это свойство, известное как принцип взрыва (лат. ex falso [sequitur] quodlibet, «из ложности [следует] что угодно»; или лат. ex contradictione [sequitur] quodlibet).
Формально может быть выражено, как:
| 1 | {\displaystyle P\land \neg P} | Предпосылка             | Предпосылка |
| 2 | {\displaystyle P\,}           | Устранение конъюнкции   | из 1        |
| 3 | {\displaystyle P\lor A}       | Введение в дизъюнкцию   | из 2        |
| 4 | {\displaystyle \neg P\,}      | Устранение конъюнкции   | из 1        |
| 5 | {\displaystyle A\,}           | Дизъюнктивный силлогизм | из 3 и 4    |

Что означает:
Если предполагается, что истинны и P, и его отрицание ¬P, то из двух утверждений P и (некоторого произвольного) A по крайней мере одно истинно. Следовательно, истинно либо P, либо A. Однако, если истинно либо P, либо A, а также что P ложно (что ¬P истинно), то можно заключить, что A, которое может быть любым, истинно. Таким образом, если теория (theory) содержит единственное несоответствие, то она тривиальна (trivial), т.е. в ней каждое предложение является теоремой.
Характерной или определяющей особенностью паранепротиворечивой логики является исключение принципа взрыва. В результате паранепротиворечивые логики, в отличие от классических и других логик, могут быть использованы для формализации непротиворечивых, но нетривиальных теорий.

## Сравнение с классической логикой
Паранепротиворечивые логики пропозиционально слабее классических логик, т.е. в них считается действительным меньшее число пропозициональных умозаключений. Дело в том, что паранепротиворечивая логика никогда не может быть пропозициональным расширением классической логики, то есть пропозиционально подтверждать всё то, что подтверждается в классической логике. Таким образом, в некотором смысле паранепротиворечивая логика является более консервативной или даже осторожной, чем классическая логика. Именно благодаря такой консервативности паранепротиворечивые языки могут быть более выразительными, чем их классические аналоги, включая иерархию метаязыков Альфреда Тарски и др.
По словам Соломона Фефермана: «естественный язык изобилует прямо или косвенно самореферентными, но внешне абсолютно бесполезными выражениями — все они исключены из тарскианской структуры». Это выразительное ограничение может быть решено в рамках паранепротиворечивой логики.

## Мотивация создания паранепротиворечивой логики
Основным мотивом создания паранепротиворечивой логики является убеждение в том, что рассуждения о противоречивой информации должны быть контролируемыми и дифференцируемыми. Принцип взрыва не позволяет этого сделать и поэтому должен быть опущен. В непаранепротиворечивых логиках существует только одна противоречивая теория: тривиальная теория, в которой каждое предложение является теоремой. Паранепротиворечивая логика позволяет провести границу между противоречивыми теориями и обосновать соответствующие рассуждения.
Исследования в области паранепротиворечивой логики привели к возникновению философской школы диалетеизма (наиболее известный автор — Грэм Прист), утверждающей, что истинные противоречия существуют в реальности, например, группы людей, придерживающихся противоположных взглядов на различные вопросы о морали. Диалетизм рационально обязывает человека придерживаться той или иной формы паранепротиворечивой логики в ущерб тривиализму, т.е. признанию истинности всех противоречий и, соответственно, всех утверждений. Однако использование паранепротиворечивых логик не обязательно предполагает диалектическую точку зрения. Например, можно не принимать на веру ни существование истинных теорий, ни истинных противоречий, а предпочесть более мягкий вариант, например, конструктивный эмпиризм, предложенный Басом ван Фраассеном (Bas van Fraassen).

## Философия
В классической логике, три закона Аристотеля — закон исключённого третьего (p или ¬p), непротиворечия ¬ (p ∧ ¬p) и тождества (p iff p) — рассматриваются как одно и то же, что обусловлено взаимоопределением связных элементов. Кроме того, традиционно считается, что противоречивость (наличие противоречий в теории или совокупности знаний) и тривиальность (то, что такая теория влечет за собой все возможные следствия) неразделимы при условии наличия отрицания. Эти взгляды могут быть поставлены под философский вопрос именно на том основании, что в них не проводится различие между противоречивостью и другими формами несогласованности.
С другой стороны, из «конфликта» между непротиворечивостью и противоречивостью можно вывести тривиальность, если правильно разграничить эти понятия. Более того, сами понятия непротиворечивости и противоречивости могут быть интернализованы на уровне объектного языка.

## Компромиссы
Паранепротиворечивость предполагает компромиссы. В частности, отказ от принципа взрыва требует отказа хотя бы от одного из двух следующих принципов:
| Введение в дизъюнкцию   | {\displaystyle A\vdash A\lor B}        |
| Дизъюнктивный силлогизм | {\displaystyle A\lor B,\neg A\vdash B} |

Оба данных принципа были оспорены.
Один из подходов состоит в том, чтобы отказаться от введения дизъюнкции, но сохранить дизъюнктивный силлогизм и транзитивность. При таком подходе действуют правила натурального вывода, за исключением введения в дизъюнкцию и закон исключённого третьего.
Кроме того, умозаключение A⊢B не обязательно означает влечение A⇒B. Также выполняются обычные логические свойства: двойное отрицание, а также ассоциативность, коммутативность, дистрибутивность, законы Де Моргана и идемпотентности умозаключений (для конъюнкции и дизъюнкции).
Далее, доказательство отрицания с проверкой на противоречивость выполняется для энтилемента: (A⇒(B∧¬B))⊢¬A.
Другой подход заключается в отказе от дизъюнктивного силлогизма. С точки зрения диалетеизма совершенно логично, что дизъюнктивный силлогизм должен быть несостоятельным. Идея этого силлогизма состоит в том, что если ¬ A, то A исключается и B может быть выведено из A ∨ B. Однако если A может выполняться так же, как и ¬ A, то аргумент в пользу вывода становится слабее.
Другой подход состоит в том, чтобы делать это одновременно. Во многих системах релевантной логики, а также в линейной логике существуют два отдельных дизъюнктивных коннектора. Один позволяет вводить дизъюнкцию, а другой допускает дизъюнктивный силлогизм. Конечно, это имеет те недостатки, которые присущи отдельным дизъюнктивным коннективам, включая путаницу между ними и сложность взаимосвязи.
Более того, правило доказательства отрицания (см. ниже) само по себе является непротиворечивым в том смысле, что отрицание любой пропозиции может быть доказано из противоречия.
| Доказательство отрицания | Если {\displaystyle A\vdash B\land \neg B}, тогда {\displaystyle \vdash \neg A} |

Строго говоря, наличие только приведённого правила является паранепротиворечивым, поскольку не всякая пропозиция может быть доказана из противоречия. Однако если правило Закон двойного отрицания — ({\displaystyle \neg \neg A\vdash A} ) добавляется дополнительно, то любая пропозиция может быть доказана из противоречия. Для интуиционистской логики исключение двойного отрицания не выполняется.

## Пример
Одной из известных систем паранепротиворечивой логики является система, известная как ЛП ("Логика парадоксов"), впервые предложенная аргентинским логиком Флоренсио Гонсалесом Асенхо в 1966 году и впоследствии популяризированная Пристом (Priest) и впоследствии многими другими.
Одним из способов представления семантики для ЛП является замена обычной функциональной оценки на реляционную. Бинарное отношение {\displaystyle V\,}связывает хорошо сформированную формулу со значением истинности: {\displaystyle V(A,1)\,}означает, что {\displaystyle A\,}это истинно, а {\displaystyle V(A,0)\,}означает, что {\displaystyle A\,}является ложью. Формуле должно быть присвоено хотя бы одно истинностное значение, но нет требования, чтобы ей было присвоено не более одного истинностного значения.
Семантические формулы отрицания и дизъюнкции задаются следующим образом:
- {\displaystyle V(\neg A,1)\Leftrightarrow V(A,0)}
- {\displaystyle V(\neg A,0)\Leftrightarrow V(A,1)}
- {\displaystyle V(A\lor B,1)\Leftrightarrow V(A,1){\text{ или }}V(B,1)}
- https://wikimedia.org/api/rest_v1/media/math/render/svg/f4de8b59bd75a0c03b32a3a0943b10135d0196a6{\displaystyle V(A\lor B,0)\Leftrightarrow V(A,0){\text{ и }}V(B,0)}

(Остальные логические операции, как обычно, определяются в терминах отрицания и дизъюнкции).
Или, выражаясь менее символично:
- не A истинно тогда и только тогда, когда A ложно
- не A является ложным тогда и только тогда, когда A истинно
- A или B истинно тогда и только тогда, когда A истинно или B истинно
- A или B являются ложными тогда и только тогда, когда A является ложным, и B является ложным

(Семантическое) умозаключение тогда определяется как сохранение истины:
{\displaystyle \Gamma \vDash A} тогда и только тогда, когда {\displaystyle A\,}истинно, когда каждый элемент {\displaystyle \Gamma \,}истина.
Теперь рассмотрим оценку {\displaystyle V\,}такую, что {\displaystyle V(A,1)\,}и, {\displaystyle V(A,0)\,}но не факт, что  {\displaystyle V(B,1)\,}. Легко проверить, что эта оценка является контрпримером как для принципа взрыва, так и для дизъюнктивного силлогизма. Однако она также является контрпримером modus ponens для импликации ЛП. По этой причине сторонники ЛП обычно выступают в пользу расширения системы за счёт включения в неё более сильной условной связки, не определяемой в терминах отрицания и дизъюнкции.
Как можно убедиться, в ЛП сохраняется большинство других схем вывода, таких как законы Де Моргана и обычные правила введения и исключения (introduction and elimination rules), отрицания, конъюнкции и дизъюнкции. Удивительно, но логические истины (или тавтологии) ЛП в точности соответствуют истинам классической логике высказываний. ЛП и классическая логика отличаются лишь выводами, которые рассматриваются в них как достоверные.
Ослабление требования, чтобы каждая формула была либо истинной, либо ложной, приводит к более слабой паранепротиворечивой логике, известной как энтимема первой степени (ЭПС). В отличие от ЛП, ЭПС не содержит логических истин.
ЛП является лишь одной из многих паранепротиворечивых логик, которые были предложены. В данном случае речь идёт лишь об иллюстрации того, как может работать паранепротиворечивая логика.

## Отношение к другим логикам
Одним из важных типов паранепротиворечивых логик является релевантная логика. Логика является релевантной, если удовлетворяет следующему условию:
если A → B — теорема, то A и B имеют общую нелогическую константу.
Из этого следует, что релевантная логика заведомо не может иметь в качестве теоремы (p ∧ ¬p) → q, а значит (при разумных предположениях) не допускает проверки вывода из {p, ¬p} в q.
Паранепротиворечивая логика имеет достаточно много общего с многозначной логикой, однако не все паранепротиворечивые логики являются многозначными (и, конечно, не все многозначные логики являются паранепротиворечивыми). Диалектические логики, которые также являются многозначными, являются паранепротиворечивыми, но при этом обратное утверждение не имеет смысла.
Интуиционистская логика допускает, что A ∨ ¬A не эквивалентно истинному, а паранепротиворечивая логика допускает, что A ∧ ¬A не эквивалентно ложному. Поэтому вполне естественно рассматривать паранепротиворечивую логику как «двойственную» интуиционистской логики. Однако интуиционистская логика — специфическая логическая система, в то время как паранепротиворечивая логика охватывает большой массив различных систем. Соответственно, двойственное понятие паранепротиворечивости называется параполнотой, а «двойником» интуиционистской логики (конкретной параполной логики) является конкретная паранепротиворечивая система, называемая антиинтуиционистской или дуально-интуиционистской логикой  (иногда по историческим причинам называемой бразильской логикой). Двойственность этих двух систем лучше всего видна в рамках исчисление секвенций.
В то время как в интуиционистской логике секвента:
{\displaystyle \vdash A\lor \neg A}
не является выводимым, а в дуально-интуиционистской логике:
{\displaystyle A\land \neg A\vdash }
не может быть выведен. Аналогично, в интуиционистской логике секвента:
{\displaystyle \neg \neg A\vdash A}
не является выводимым, в то время как в дуально-интуиционистской логике:
{\displaystyle A\vdash \neg \neg A}
не может быть выведен.
Дуально-интуиционистская логика содержит связку #, известную как псевдоразность, которая является дуалом интуиционистской импликации. В очень условном виде «A # B» можно прочитать как «A, но не B». Однако # не является истинностно-функциональным (truth-functional), как можно было бы ожидать от оператора «но не».
Точно так же оператор интуиционистской импликации нельзя трактовать как «¬ (A ∧ ¬B)». В дуально-интуиционистской логике используется также базовый коннектор ⊤, который является дуалом интуиционистского ⊥: отрицание может быть определено как «¬A = (⊤ # A)».
Полное изложение дуализма между паранепротиворечивой и интуиционистской логикой, включая объяснение того, почему дуально-интуиционистская и паранепротиворечивая логики взаимно несогласуемы, можно найти в работе Brunner and Carnielli (2005).
Другие логики, которые позволяют избежать принципа взрыва: импликационное пропозициональное исчисление, позитивное пропозициональное исчисление, эквивалентное исчисление и минимальная логика. Последняя, минимальная логика, является одновременно паранепротиворечивой и параполной (подсистема интуиционистской логики). Остальные примеры просто не позволяют изначально выразить противоречие, поскольку в них отсутствует возможность формирования отрицаний.

## Идеальная троичная паранепротиворечивая логика
В качестве примера приводится троичная паранепротиворечивая идеальная логика, определение которой дано в работе О. Ариели, А. Аврона и А. Заманского «Идеальные паранепротиворечивые логики», особенно на страницах 22-23. Три истинностных значения: t (только истинно), b (и истинно, и ложно) и f (только ложно).
Формула истинна, если её истинностное значение равно либо t, либо b для используемой валидации. Формула является тавтологией паранепротиворечивой логики, если она истинна в каждой вариации, отображающей атомарные предложения в {t, b, f}. Каждая тавтология паранепротиворечивой логики является также тавтологией классической логики. Для такой валидации множество истинных формул замкнуто в соответствии с modus ponens и теоремой о дедукции. Любая тавтология классической логики, не содержащая отрицаний, является также тавтологией паранепротиворечивой логики (путём объединения b в t). Такую логику иногда называют «Pac» или «LFI1».

### Включения
Некоторыми тавтологиями паранепротиворечивой логики являются:
- Все схемы аксиом для паранепротиворечивой логики:

{\displaystyle P\to (Q\to P)} ** для теоремы о дедукции и ?→{t,b} = {t,b}
{\displaystyle (P\to (Q\to R))\to ((P\to Q)\to (P\to R))} ** для доказательства теоремы о дедукции (заметим, что из теоремы о дедукции следует {t,b}→{f} = {f})
{\displaystyle \lnot (P\to Q)\to P} ** {f}→? = {t}
{\displaystyle \lnot (P\to Q)\to \lnot Q} ** ?→{t} = {t}
{\displaystyle P\to (\lnot Q\to \lnot (P\to Q))} ** {t,b}→{b,f} = {b,f}
{\displaystyle \lnot \lnot P\to P} ** ~{f} = {t}
{\displaystyle P\to \lnot \lnot P} ** ~{t,b} = {b,f} (заметим, что ~{t} = {f} и ~{b,f} = {t,b} следуют из способа кодирования истинностных значений)
{\displaystyle P\to (P\lor Q)} ** {t,b}v? = {t,b}
{\displaystyle Q\to (P\lor Q)} ** ?v{t,b} = {t,b}
{\displaystyle \lnot (P\lor Q)\to \lnot P} ** {t}v? = {t}
{\displaystyle \lnot (P\lor Q)\to \lnot Q} ** ?v{t} = {t}
{\displaystyle (P\to R)\to ((Q\to R)\to ((P\lor Q)\to R))} ** {f}v{f} = {f}
{\displaystyle \lnot P\to (\lnot Q\to \lnot (P\lor Q))} ** {b,f}v{b,f} = {b,f}
{\displaystyle (P\land Q)\to P} ** {f}&? = {f}
{\displaystyle (P\land Q)\to Q} ** ?&{f} = {f}
{\displaystyle \lnot P\to \lnot (P\land Q)} ** {b,f}&? = {b.f}
{\displaystyle \lnot Q\to \lnot (P\land Q)} ** ?&{b,f} = {b,f}
{\displaystyle (\lnot P\to R)\to ((\lnot Q\to R)\to (\lnot (P\land Q)\to R))} ** {t}&{t} = {t}
{\displaystyle P\to (Q\to (P\land Q))} ** {t,b}&{t,b} = {t,b}
{\displaystyle (P\to Q)\to ((\lnot P\to Q)\to Q)} ** ? является объединением {t,b} с {b,f}.

### Исключения
Некоторые тавтологии классической логики, которые не являются тавтологиями паранепротиворечивой логики, приведены ниже:
{\displaystyle \lnot P\to (P\to Q)} ** отсутствие принципа взрыва в паранепротиворечивой логике
{\displaystyle (\lnot P\to Q)\to ((\lnot P\to \lnot Q)\to P)}
{\displaystyle (P\to Q)\to ((P\to \lnot Q)\to \lnot P)}
{\displaystyle (P\lor Q)\to (\lnot P\to Q)} ** дизъюнктивный силлогизм не работает в паранепротиворечивой логике
{\displaystyle (P\to Q)\to (\lnot Q\to \lnot P)} ** контрапозитивный подход не работает в паранепротиворечивой логике
{\displaystyle (\lnot P\to \lnot Q)\to (Q\to P)}
{\displaystyle ((\lnot P\to Q)\to Q)\to (P\to Q)}
{\displaystyle (P\land \lnot P)\to (Q\land \lnot Q)} ** не все противоречия эквивалентны в паранепротиворечивой логике
{\displaystyle (P\to Q)\to (\lnot Q\to (P\to R))}
{\displaystyle ((P\to Q)\to R)\to (\lnot P\to R)}
{\displaystyle ((\lnot P\to R)\to R)\to (((P\to Q)\to R)\to R)} ** противоречит фактам для {b,f}→? = {t,b} (несовместимо с b→f = f)

### Стратегия
Предположим, что в случае противоречивого набора посылок Γ необходимо избежать редукции к тривиальности. В классической логике единственный метод, который можно использовать — отказаться от одной или нескольких посылок в Γ. В паранепротиворечивой логике возможно попытаться изолировать противоречие. То есть ослабить логику так, чтобы Γ→X перестало быть тавтологией, при условии, что пропозициональная переменная X не встречается в Γ. Однако ослаблять логику больше, чем это необходимо для данной цели, не стоит. Таким образом, желательно сохранить modus ponens и теорему о дедукции, а также аксиомы, которые являются правилами введения и исключения логических связок (там, где это возможно).
Для этого добавляется третье истинностное значение b, которое будет использоваться в отсеке, содержащем противоречие. В этом случае значение b является фиксированной точкой всех логических связок.
{\displaystyle b=\lnot b=(b\to b)=(b\lor b)=(b\land b)}
Необходимо сделать b разновидностью истины (в дополнение к t), поскольку в противном случае тавтологий вообще не было бы.
Чтобы убедиться, что modus ponens работает, необходимо иметь:
{\displaystyle (b\to f)=f,}
т.е. для того, чтобы истинная гипотеза и истинная импликация приводили к истинному заключению, необходимо, чтобы неистинное (f) заключение и истинная (t или b) гипотеза давали неистинную импликацию.
Если всем пропозициональным переменным в Γ присвоить значение b, то и Γ будет иметь значение b.
Если придать X значение f, то:
{\displaystyle (\Gamma \to X)=(b\to f)=f}.
Таким образом, Γ→X не является тавтологией.
Ограничения:
(1) Не должно быть констант для истинностных значений, так как это противоречит цели паранепротиворечивой логики. Наличие b меняет язык классической логики. Наличие t или f снова приведет к принципу взрыва, поскольку:
{\displaystyle \lnot t\to X} или {\displaystyle f\to X}
будут тавтологиями. Следует заметить, что b не является фиксированной точкой этих констант, так как b ≠ t и b ≠ f.
(2) Способность этой логики содержать противоречия относится только к противоречиям между конкретными посылками, но не к противоречиям между схемами аксиом.
(3) В результате отсутствия дизъюнктивного силлогизма возникает необходимость в разработке «правильной» альтернативы, что может привести к нарушению математической точности.
(4) Чтобы установить, что формула Γ эквивалентна Δ в том смысле, что одна из них может быть заменена на другую везде, где они встречаются в качестве подформулы, необходимо показать:
{\displaystyle (\Gamma \to \Delta )\land (\Delta \to \Gamma )\land (\lnot \Gamma \to \lnot \Delta )\land (\lnot \Delta \to \lnot \Gamma )}.
Это сложнее, чем в классической логике, так как обратные утверждения не являются обязательными.

## Приложения
Паранепротиворечивая логика применяется в качестве средства управления несогласованностью во многих областях, включая:
- Семантика: паранепротиворечивая логика используется как средство обеспечения простого и интуитивно понятного формального представления истины, не подверженного парадоксу лжеца. Однако такие системы требуют также избегать парадокса Карри, что гораздо сложнее, так как он по сути не связан с отрицанием.
- Теория множеств и основания математики
- Эпистемология и пересмотр убеждений[англ.]: в качестве инструмента для рассуждений и пересмотра противоречивых теорий и систем убеждений продвигается паранепротиворечивая логика.
- Менеджмент знаний и искусственный интеллект: некоторые учёные информатики используют паранепротиворечивую логику, как средство, позволяющее эффективно справляться с непоследовательной[18] или противоречивой[19] информацией. Математические основы и правила паранепротиворечивой логики были предложены в качестве функции активации искусственного нейрона для успешного  построения нейронной сети для аппроксимации функций (function approximation), идентификации моделей[англ.] и контроля управления[англ.][20].
- Деонтическая логика и метаэтика: применение паранепротиворечивой логики было предложено в качестве средства разрешения этических и других нормативных конфликтов.
- Программная инженерия: для решения проблемы повсеместной несогласованности документации, сценариев использования и исходного кода больших программных систем (software systems) была предложена паранепротиворечивая логика[21][22][23].
- При проектировании электроники: обычно используется четырёхзначная логика (four-valued logic), в которой «высокоимпедансный (z)» и «безразличный (x)» играют роль, аналогично «не знаю» и «и истинно, и ложно», соответственно, в дополнение к истина и ложь. Эта логика была разработана независимо от философских логик.
- Квантовая физика
- Физика черных дыр
- Излучение Хокинга
- Квантовые вычисления (Quantum computing)
- Спинтроника
- Квантовая запутанность
- Квантовая связь (Quantum coupling)
- Принцип неопределённости

## Критика
Некоторые философы выступают против диалетеизма на том основании, что контринтуитивность исключения любого из трёх вышеперечисленных принципов перевешивает любую контринтуитивность, которой может обладать принцип взрыва.
Например, Дэвид Льюис возражает против паранепротиворечивой логики на том основании, что просто невозможно, чтобы высказывание и его отрицание были совместно истинными. Связанное с этим возражение состоит в том, что «отрицание» в паранепротиворечивой логике в действительности не является отрицанием, а представляет собой просто подконтрарный формирующий оператор.

## Альтернативы
Существуют подходы, позволяющие разрешать противоречивые убеждения, не нарушая ни одного из интуитивных логических принципов. В большинстве таких систем используется многозначная логика с байесовским выводом и теория Демпстера-Шафера, допускающая, что ни одно нетавтологическое убеждение не является полностью (на 100%) неопровержимым, поскольку основывается на неполном, абстрактном, интерпретированном, скорее всего неподтверждённом, потенциально недостоверном и, возможно, ошибочном знании (конечно, само это предположение, если речь идёт о нетавтологичности, влечёт за собой опровержимость, если под «опровержимостью» понимать «не полную [100%] неопровержимость»). Данные системы фактически полностью исключают ряд логических принципов на практике, но не отвергая их в теории.

## Известные представители
К числу известных представителей истории и/или современного развития паранепротиворечивой логики относятся:
- Алан Росс Андерсон (США, 1925-1973). Один из основателей релевантной логики, разновидности паранепротиворечивой логики.
- Флоренсио Гонсалес Асеньо (Аргентина, 1927-2013)
- Дидерик Батенс (Бельгия)
- Нуэль Белнап (США, 1930). Разработал логические связки четырёхзначной логики.
- Жан-Ив Безио (Франция/Швейцария, 1965). Множество работ об общих структурных особенностях и философских основах паранепротиворечивой логике.
- Росс Брэди (Австралия)
- Брайсон Браун (Канада)
- Уолтер Карниелли (Бразилия). Разработчик семантики возможных переводов, новой семантики, которая делает паранепротиворечивую логику применимой и понятной, с философской точки зрения.
- Ньютон да Коста (Бразилия, 1929).Один из первых, кто разработал формальные системы паранепротиворечивой логики.
- Итала М. Л. Д'Оттавиано (Бразилия)
- Дж. Майкл Данн (США). Важная фигура в релевантной логике.
- Карл Хьюитт
- Станислав Яшковский (Польша).Один из первых, кто разработал формальные системы паранепротиворечивой логики.
- Р. Э. Дженнингс (Канада)
- Дэвид Келлог Льюис (США, 1941-2001). Красноречивый критик паранепротиворечивой логики.
- Ян Лукасевич (Польша, 1878-1956)
- Роберт К. Мейер (США/Австралия)
- Крис Мортенсен (Австралия). Много писал о паранепротиворечивой математике.
- Лоренцо Пенья (Испания, 1944).Разработал оригинальное направление паранепротиворечивой логики, градуалистическую логику (также известную как транзитивная логика, TL), сродни нечёткой логике.
- Вэл Пламвуд [ранее Рутли] (Австралия, 1939). Частый соавтор Сильвана.
- Грэм Прист (Австралия). Возможно, самый выдающийся сторонник паранепротиворечивой логики, в современном мире.
- Франсиско Миро Кесада (Перу). Ввёл термин «Паранепротиворечивая логика».
- Б. Х. Слейтер (Австралия). Ещё один красноречивый критик паранепротиворечивой логики.
- Ричард Сильван [бывший Рутли] (Новая Зеландия/Австралия, 1935-1996). Важная фигура в релевантной логике и частый соавтор Пламвуда и Приста.
- Николай Александрович Васильев (Россия, 1880-1940). Первым построил логику, толерантную к противопоставлениям (1910).